# Astropartikelfysik
Astropartikelfysik är ett forskningsfält, som behandlar sambanden mellan de minsta och största företeelserna i universum och knyter ihop kosmologi, partikelfysik och astrofysik

## Observationer
Områdets snabba expansion har lett till utformningen av en helt ny typ av infrastruktur: underjordiska laboratorier, komplexa detektorer i höga berg eller i rymden eller detektorer under vatten  eller i Antarktis' is. Sex uppmärksammade områden för astropartikeldetektorer är:
- Gammastrålning med mycket hög energi, såsom teleskopen MAGIC eller Fermi Gamma-ray Space Telescope.
- Röntgenstrålning är Chandra-teleskopets område som även PoGOLite och INTEGRAL-observatoriet tittar på inklusive viss gamma-.
- Kosmisk strålning som detektorn Auger.
- Neutriner som Antaresdetektorn eller IceCube.
- Gravitationsvågor med experimenten LIGO eller LISA.
- Mörk materia som DAMA, XENON och CRESST.